# Deon Hemmings
Deon Hemmings, född den 10 september 1968, är en jamaicansk före detta friidrottare som under slutet av 1990-talet och början av 2000-talet tillhörde världseliten på 400 meter häck.
Hemmings största merit är det olympiska guldet på 400 meter häck från OS 1996. Inför tävlingarna var den regerande världsmästaren och världsrekordhållaren Kim Batten favorit. Hemmings lyckades vinna med den då nya olympiska rekordtiden 52,82 förre Batten. Hemmings lyckades inte följa upp bedriften vid OS 2000 då Irina Privalova vann guld förre Hemmings. Däremot blev det guld på 4 x 400 meter vid OS 2000 detta sedan USA som först vann guldet blev av med sina medaljer då Marion Jones hade avslöjats som dopad. 
Förutom guldet i Atlanta lyckades Hemmings vinna fyra medaljer vid världsmästerskap. Vid VM 1995 i Göteborg blev det brons på 400 meter häck. Ett resultat som förbättrades till en silvermedalj vid VM 1997 då hon bara besegrades av Nezha Bidouane. Dessutom var hon med i det lag som tog brons på 4 x 400 meter. Hennes sista världsmästerskap blev VM 1999 där hon återigen blev bronsmedaljör på 400 meter häck.